# Gare de Logelbach
Gare de Logelbach – przystanek kolejowy w miejscowości Wintzenheim, w departamencie Górny Ren, w regionie Grand Est, we Francji. Jest zarządzany przez SNCF i obsługiwany przez pociągi TER Grand Est.

## Położenie
Znajduje się na linii Colmar – Metzeral, na km 2,738 między stacjami Colmar-Mésanges i Ingersheim, na wysokości 211 m n.p.m.

## Linie kolejowe
- Linia Colmar – Metzeral